# Мършевци
Мършевци (на македонска литературна норма: Мршевци) е село в община Белимбегово (Илинден), Северна Македония.

## География
Селото е разположено в източната част на Скопската котловина.

## История
В края на XIX век Мършевци е българско село в Скопска каза на Османската империя. Според статистиката на Васил Кънчов („Македония. Етнография и статистика“) към 1900 година в Маршевци живеят 30 българи християни.
В началото на XX век цялото село е под върховенството на Българската екзархия. По данни на секретаря на екзархията Димитър Мишев („La Macédoine et sa Population Chrétienne“) в 1905 година в Мършевци има 40 българи екзархисти.
След 1908 година българското население е изселено към Скопие и Османската държава населва босненски мюсюлмани колонисти. Босненците се изселват в Османската империя след 1912 година.
След Междусъюзническата война в 1913 година селото влиза в границите на Сърбия. Селото остава пусто. Сръбската власт след ПСВ започва да заселва сърби колонисти от Босна, Далмация и Сурдулишко. Като не само им дава земята на селото, а отнема земи от българите в околните села и също я раздава на сръбските колонисти.
На етническата си карта от 1927 година Леонард Шулце Йена показва Мършовце (Mršovce) като село с неясен етнически състав. 1941 година българската власт изгонва сръбските колонисти, освен тези, които произхождат от Сурдулишко. Раздава земята на местни селяни от планинските региони на Кривопаланско, главно от село Жегляне. След ВСВ македонските комунисти успяват да удържат сръбският натиск и да предотвратят връщането на сръбските селяни колонисти, което е и една от причините да бъдат заменени с комунисти сърбомани. В следващите десетилетия в селото се заселват и още хора от планинските региони на Североизточна Македония.
В 1994 година селото има 650 жители – 385 македонци и 255 сърби и 10 други. Според преброяването от 2002 година селото има 651 жители.
| Националност     | Всичко |
| северномакедонци | 403    |
| албанци          | 0      |
| турци            | 0      |
| роми             | 0      |
| власи            | 0      |
| сърби            | 242    |
| бошняци          | 0      |
| други            | 6      |